# مارتن موزباك
مارتن موزباخ (بالألمانية: Martin Mosebach)‏‏ (31 يوليو 1951 في فرانكفورت - ) كاتب، وكاتب سيناريو، وكاتب مسرحي، وكاتب مقالات، وروائي، وشاعر قانوني من ألمانيا.

## الجوائز
- جائزة غيورغ بوشنر
- جائزة كلايست
- درع غوته التكريمي لمدينة فرانكفورت  [لغات أخرى]‏
- Heimito von Doderer-Literaturpreis [الإنجليزية]‏
- Literaturpreis der Konrad-Adenauer-Stiftung [الإنجليزية]‏
- German Literature Fund Grand Prize [الإنجليزية]‏
- جائزة الآداب من الأكاديمية البافارية للفنون الجميلة [الإنجليزية]‏

## روابط خارجية
- مارتن موزباك على موقع IMDb (الإنجليزية)
- مارتن موزباك على موقع الموسوعة البريطانية (الإنجليزية)
- مارتن موزباك على موقع مونزينجر (الألمانية)
- مارتن موزباك على موقع قاعدة بيانات الفيلم (الإنجليزية)